# Puerto de Nida

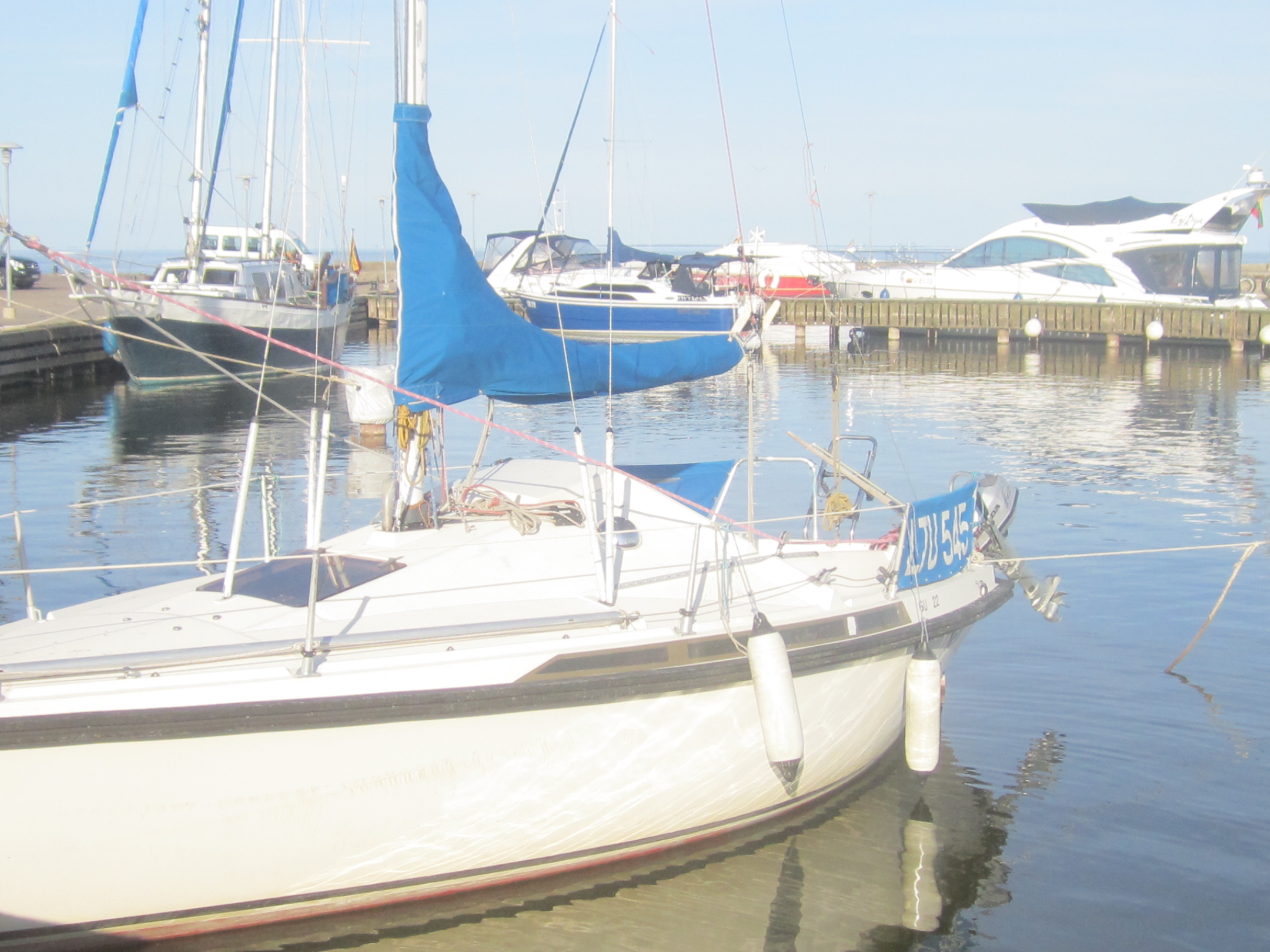

El Puerto de Nida (en lituano: Nidos uostas) es un puerto en la ciudad de Nida, Lituania. Se encuentra en un lado de la Laguna de Curlandia del istmo de Curlandia. Se utiliza sobre todo para los transbordadores, como conexión con el interior de Lituania y para la pesca. El puerto está situado en la parte más antigua de la ciudad que conserva la planta rectangular estricta inicial. Comenzó a finales del siglo XIX como un puerto pesquero, luego se extendió como un puerto para barcos de vapor. Durante la época soviética la base de la pesca se amplió significativamente, se demolió la antigua oficina de aduanas, un hotel y parte de las antiguas casas de pescadores. Durante este tiempo el puerto de Nida también comenzó a servir como terminal de la ruta Kaunas - Nida (a través de Nemunas).
El puerto de Nida (en lituano : Nidos uostas) es un puerto en la ciudad de Nida , Lituania .   Está ubicado en el lado de la laguna de Curlandia del istmo de Curlandia. Se utiliza principalmente para transbordadores, conexión con el interior de Lituania y pesca.
El puerto está situado en la parte más antigua de la ciudad que conserva la estricta planta rectangular inicial.  Comenzó a finales del siglo XIX como puerto pesquero, ampliándose posteriormente como puerto de barcos de vapor.
Durante la época soviética, la base pesquera se amplió considerablemente, demoliéndose la antigua aduana, el hotel y parte de las antiguas casas de pescadores. Durante esta época, el puerto de Nida también comenzó a servir como terminal de la ruta de hidroala Kaunas - Nida (a través de Nemunas). Esta ruta se interrumpió durante algún tiempo, pero algunas fuentes afirman que podría volver a estar disponible.
En 1991 se añadió un segundo muelle para barcos de pasajeros. Desde 1999, el puerto ha obtenido los derechos de puerto internacional y se ha decidido restaurar la oficina de control fronterizo.  Con las oficinas de aduanas y de inmigración disponibles, el Club Náutico de Nida ahora puede aceptar a navegantes de todo el mundo.

Actualmente el puerto cuenta con dos muelles de amarre, uno para la pesca y otro para los barcos de pasajeros. La parte de pasajeros tiene una profundidad constante de 3 m y una anchura de 25 m. La profundidad de la sección de pesca varía entre 2,8 y 3 m en el centro del muelle, pero desciende hasta 1 m en otros lugares. El puerto puede albergar entre 40 y 60 yates en total. 

## Historia

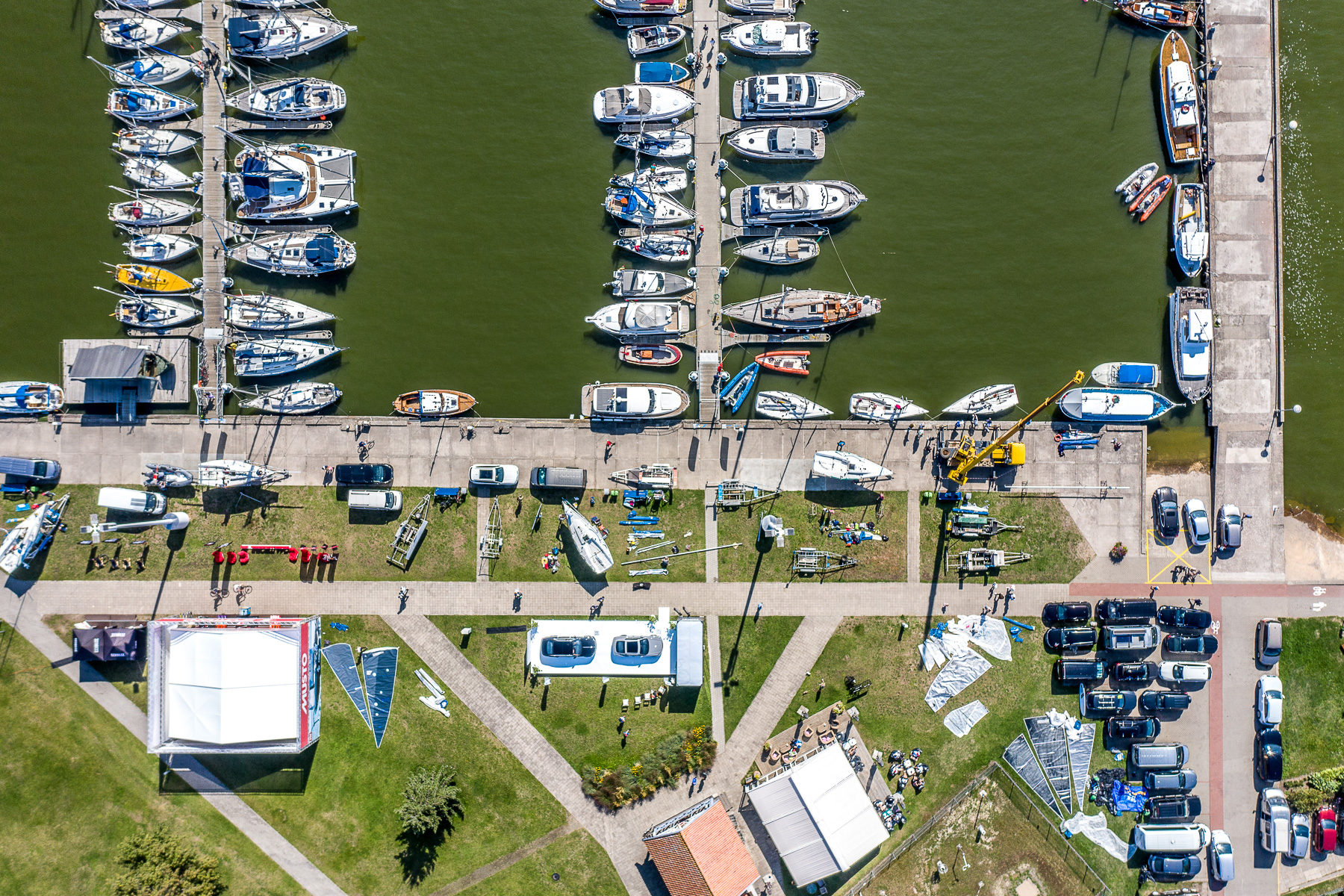
Puerto de Nida antes del inicio de 2021 para el partido del Campeonato Mundial Platu 25.

El puerto internacional de pasajeros de Nida está situado en la parte sur de Nida, en el territorio del pueblo histórico de Atragis. Esta es la parte más antigua de Nida, la que mejor conserva la estricta estructura rectangular del plan, la red regular de calles y el mobiliario integral. 
A finales del siglo XIX se construyó en el asentamiento de Nida un puerto pesquero y más tarde un muelle para barcos de vapor. Durante la época soviética, durante la ampliación de la base pesquera y la gestión de los accesos al puerto, se derribaron el hotel, los edificios de la aduana y parte de las antiguas casas de pescadores. Lo único que queda es el puerto con un muelle pesquero y una base de producción para el procesamiento de pescado.
El puerto de pasajeros de Nida comenzó a formarse en 1975-1976, cuando en 1991  se construyó un muelle en Nida cerca del puerto pesquero existente  . Se instaló un segundo pantalán, formando así una zona de aguas para el atraque de buques de pasaje.
Puerto de pasajeros de Nida por resolución del Gobierno de la República de Lituania de 1999  . Se concedió el estatus de puerto interior internacional y se decidió establecer un punto de control fronterizo en el puerto de pasajeros de Nida. Los límites del territorio del punto de control fronterizo del puerto de pasajeros de Nida fueron aprobados en 2000.
En 2021 se celebró en el puerto el campeonato mundial Platu 25 . Se trata del primer campeonato mundial de vela de la historia reconocido por la Federación Internacional de Vela , que tuvo lugar en Lituania. 

## Muelles
El puerto de Nida tiene dos muelles principales: un muelle de pesca (anteriormente muelle de pasajeros) y un muelle de pasajeros.  La profundidad del muelle pesquero es de 2,8 a 3 m en la parte central del muelle y desciende a una profundidad de 1 m en el embarcadero norte. El muelle de pasajeros tiene 25 m de ancho y 3 m de fondo. Una luz de navegación roja brilla desde el embarcadero oriental y verde desde el muelle occidental, la boya verde debe dejarse en el lado de estribor. La entrada desde la laguna de Curlandia es 256°.
En total, se pueden amarrar entre 40 y 60 yates al mismo tiempo en el puerto.   Cuando los yates ya no caben en el muelle principal de pasajeros, también se les puede permitir el acceso al muelle de pesca.
En julio de 2023 finalizaron las obras de instalación de una rampa para botadura y botadura de buques en el puerto de Nida. 

## Reconstrucción
Desde 2005 Está en marcha la preparación y ejecución del proyecto de reconstrucción del puerto de Nida. El proyecto abarca el puerto interior internacional de Nida, el puerto pesquero de Juodkrantė y el puerto de Krynica Morska en Polonia. El objetivo del proyecto es el desarrollo del espacio fronterizo mutuo mediante la construcción y modernización de puertos. El proyecto está financiado por la Unión Europea .
Está previsto ampliar el espacio para los barcos en el puerto e instalar dos muelles de pontones flotantes. La reconstrucción requiere al menos 5,5 millones de litas. El Departamento de Patrimonio Cultural también exige la reconstrucción del edificio pesquero soviético actualmente abandonado cerca del puerto. .
En 2012, los fondos de la Unión Europea asignados para la reconstrucción del puerto de Nida no pudieron utilizarse porque el territorio acuático a lo largo de la costa de la laguna de Curlandia no entraba en los límites territoriales del municipio de Neringa. El Seimas de la República de Lituania comenzó a considerar con urgencia la ampliación de los límites del territorio municipal. en 2012 26 de septiembre El Seimas de la República de Lituania definió los límites de los territorios municipales de Neringa, la ciudad de Klaipėda, el distrito de Klaipėda y el distrito de Šilutė y adoptó enmiendas a la ley que los regula.   Los límites territoriales de los municipios de Neringa, la ciudad de Klaipėda, el distrito de Klaipėda y el distrito de Šilutė se especificaron ampliando el territorio del municipio de Neringa en la laguna de Curlandia. De esta manera se eliminaron los obstáculos para registrar terrenos de estructuras portuarias y otros bienes inmuebles, así como para proporcionar direcciones. Esto permitirá implementar las soluciones del plan detallado del Puerto Internacional de Pasajeros de Nida, y el municipio tendrá mayores oportunidades de participar en proyectos financiados por la Unión Europea. 3.170 ha de Šilutė, 1.645 ha del distrito de Klaipėda y 46 ha de los territorios acuáticos de la ciudad de Klaipėda fueron transferidos al municipio de Neringa. 

## Club Náutico de Ida
Existe un club náutico que permite la aceptación de navegantes de otros países así como puntos de control de pasaportes y aduanas. Hay baños, duchas, cafeterías, hoteles. La calle de Smiltynė a Nida está señalizada con señales convencionales. Se pueden alquilar yates con tripulación en los clubes náuticos de Nida. Se organizan excursiones de entretenimiento por la laguna de Curlandia. Cada temporada, el club náutico organiza regatas deportivas.
Nida Yacht Club organiza la Regata de la Laguna de Curlandia , campeonatos lituanos en todas las clases de vela olímpica y otros.

## "Ben, naveguemos hacia Nida"
Cada año se celebra en el puerto de Nida el festival " Benai, navegamos hacia Nida " . El escenario del festival se instala tradicionalmente cerca del puerto.